# 틱톡
{{소프트웨어 정보
|이름 = 틱톡
TikTok
|로고 =Tiktok logo text.svg
|로고크기 = 250px
|화면 = 
|화면크기 = 
|설명 = up for 
|원저자 = 
|개발자 = Bytedance
|발표일 = 2016년 9월
|최근 버전 = 
|최근 버전 출시일 = 
|미리보기 버전 = 
|미리보기 버전 출시일 = 
|지원중단 = 
|상태 = 
|프로그래밍 언어 = 
|운영체제 = iOS, 안드로이드
|엔진 = 
|플랫폼 = 
|크기 = 
|언어 = 40여개
|종류 = 
|라이선스 = 프리웨어
|웹사이트 = {{URL|example.com|optional display text}}
틱톡(영어: TikTok, 중국어: 抖音, 더우인)은 장이밍(Zhang Yiming)이 2012년에 설립한 IT 기업 바이트댄스(ByteDance)가 소유하고 있는 글로벌 숏폼 비디오 플랫폼이다. 3초에서 10분까지 동영상을 제작할 수 있다. 짧은 음악, 립싱크, 댄스, 코미디, 탤런트, 챌린지와 같은 영상을 제작 및 공유할 수 있는 동영상 공유 소셜 네트워크 서비스이다. 
상호는 "TikTok Pte. Ltd."으로 싱가포르에 소재지를 두고 있다.https://youtube.com/@h2oremix88?si=vgJUEooALxn4JbRu
바이트댄스는 틱톡을 2016년 9월 중국 시장에 ‘더우인’이라는 이름으로 출시하며 1년만에 이용자 1억명을 돌파했다. 나아가 해외 시장 진출을 위해 틱톡을 만들었으며, 2017년, 중국 본토 외 150개 국가 및 지역에서 75개의 언어로 iOS와 안드로이드용 틱톡을 출시했다. 또한 미국 비디오 앱 ‘뮤지컬리 (Musical.ly)’를 인수하며 지금의 틱톡 생태계를 완성했다. 현재 틱톡은 월평균 이용자 8억명, 전 세계 누적 다운로드 수 20억회를 기록했다. 대한민국에서는 2017년 11월부터 정식으로 서비스를 시작했다.
틱톡과 더우인의 인터페이스는 거의 동일하지만 각자 콘텐츠에는 접근이 불가능하다. 이들의 서버는 각각 해당 앱을 사용할 수 있는 시장에 기반을 두고 있다. 틱톡은 베이징의 바이트댄스 본사 외에도 더블린, 로스앤젤레스, 뉴욕, 런던, 파리, 베를린, 두바이, 뭄바이, 싱가포르, 자카르타, 서울, 도쿄 등 글로벌 오피스도 보유하고 있다. 틱톡과 더우인은 2016년 출시 이후 동아시아, 남아시아, 동남아시아, 미국, 터키, 러시아 등 세계 각지에서 빠르게 인기를 얻었다. 2020년 7월 현재 더우인을 제외한 틱톡은 4년이 채 되지 않아 전 세계 7억 명에 가까운 이용자를 기록했다. 더우인은 2020년 4월 현재 월 5억 명 안팎의 실사용자들을 기록했다.
틱톡은 유튜브와 훨씬 다르며, 노래든 영상이든 다 저작권 같은게 전혀 없다. (유튜브는 노래, 영상 다 저작권이 있지만 틱톡은 유튜브와 완전 다르게 노래, 영상이든 저작권이 다 없다.) 이유는 저작권 몬스터가 틱톡에 좋은 노래인 음원들을 전부 없애버리고 모두가 좋아하는 음원이 사라져서 아쉬워 하게 되기도 하였다.
2020년 6월 케빈 메이어는 바이트댄스 모기업의 COO와 틱톡의 CEO가 됐지만, 입사 4개월 만인 8월 27일 사임했다. 이전에, 그는 월트 디즈니 소비자 직거래 & 인터내셔널의 회장을 역임했다. 도널드 트럼프 미국 대통령은 2020년 8월 3일 마이크로소프트(MS)나 다른 미국 기업 인수 협상에 실패할 경우 9월 15일 틱톡을 미국에서 금지하겠다고 발표했다.
틱톡은 먹방, 춤, 밈 등 다양한 형태의 영상들이 있다. 틱톡은 미국 LA, 런던, 싱가포르, 파리, 도쿄, 뭄바이, 두바이, 자카르타, 베를린, 서울, 베이징, 상하이에 글로벌 오피스를 두고 있다. 2018년 초에 틱톡은 세계에서 가장 많이 다운로드 된 앱으로 선정되었다. 또한 틱톡은 18세에서 35세의 이용자가 가장 많은 비중을 차지하고 있다.

## 연혁
- 2016년 9월 - 서비스 개시
- 2017년 9월 - 인도네시아를 시작으로 확대가 시작됨[9]
- 2017년 11월 - Musical.ly 인수
- 2018년 1월 - 태국에서 아이폰 사용자들이 가장 많이 다운로드 한 앱 1위 선정
- 2018년 8월 - Musical.ly와 융합됨. 명칭은 ‘TikTok’으로 통일되며, 양방의 어플 사용자는 하나의 플랫폼에서 영상 게시를 계속할 수 있게 됨
- 2018년 10월 - 소프트 뱅크, 미국 투자 펀드 KKR, 미국의 제너럴 아틀란틱 등의 기업이 Bytedance에 대한 투자 의사 표명. 틱톡은 2018년 1분기 전세계 애플 앱스토어 다운로드 순위에서 YouTube를 제치고 1위에 올랐으며,[10]Tik Tok의 미국 월간 다운로드 수가 2018년 9월에 처음으로 YouTube, 페이스북, 인스타그램, 스냅챗을 넘어섰다.[11][12]

### 진화
더우인(Douyin)은 중국 베이징에서 2016년 9월 바이트댄스에 의해 원래 ‘A.me’라는 이름으로 론칭된 뒤 2016년 12월 더우인(Douynin)으로 리브랜딩되었다. 바이트댄스는 더우인의 해외 진출을 계획했다. 바이트댄스의 창시자인 장위밍은 "중국은 전 세계 인터넷 사용자의 5분의 1에 불과하다. 만약 우리가 세계적인 규모로 확장하지 않는다면, 우리는 4/5에 해당하는 다른 이들에게 질 수밖에 없다. 그래서 글로벌화는 필수다.”라고 말했다. 더우인은 200일 만에 개발돼 1년 만에 이용자가 1억명에 달했고, 매일 10억건 이상의 동영상을 시청했다. 틱톡은 2017년 9월 국제시장에 출시됐으며, 2018년 1월 23일 해외 앱스토어 무료 앱 다운로드 1위에 틱톡 앱이 올랐다.
중국에서 안드로이드 사용자를 배제한 모바일 리서치 업체 센서타워의 자료에 따르면 틱톡은 미국에서 8000만 번 이상 다운로드됐으며 전 세계적으로 20억 건에 달하는 다운로드 횟수를 기록하고 있다. 미국에서는 2018년부터 지미 팰런, 토니 호크를 포함한 많은 유명인사들이 이 애플리케이션을 사용하기 시작했고 제니퍼 로페즈, 제시카 알바, 윌 스미스, 저스틴 비버 등 다른 유명인들도 틱톡에 가입했다.
2019년 9월 3일 틱톡과 미국프로미식축구리그(NFL)는 다년제 파트너십을 발표했다. 이번 협약은 NFL 100회 시즌 개막을 불과 이틀 앞두고 솔져필드에서 이뤄졌는데, 그 곳에서 틱톡이 계약을 기념하기 위해 팬들을 위한 활동을 주최했다. 이번 제휴에는 공식 NFL 틱톡 계정 출범이 수반되는데, 계정은 후원 동영상, 해시태그 도전 등 새로운 마케팅 기회를 창출하기 위한 것이다.

### 타시장 확대
틱톡은 2018년 10월 미국 내 최다 다운로드 앱으로 또 한번 선정됐고, 2019년 2월 틱톡은 더우인과 함께 중국 안드로이드 설치를 제외한 전 세계 10억 다운로드를 기록했다.
2019년 미디어는 틱톡을 2010년부터 2019년까지 10년간 7번째로 다운로드가 많은 모바일 앱으로 꼽았으며, 2018년과 2019년 애플 앱스토어에서도 페이스북, 유튜브, 인스타그램을 제치고 가장 다운로드가 많은 앱으로 꼽았으며, 최근에는 오라클, 월마트와 계약을 맺었다.

## 더우인
더우인은 틱톡과는 별도의 앱으로 공식 웹사이트(www.douyin.com), 안드로이드는 APK Mirror에서, iOS용은 중국 본토의 앱 스토어에서 이용가능하다. 이 앱은 주로 중국에서 다운로드되며 사용자 층이 어린이부터 중장년층까지 다양하기 때문에 틱톡보다 다소 나이가 많은 이용자를 보유하고 있다. 이 앱은 틱톡과 유사한 인플루언서 개인 인증 그리고 라이센스와 연간 수수료가 필요한 비즈니스 인증의 두 가지 다른 유형의 인증이 있다. 비즈니스 검증 사용자는 특정 시청자에게 홍보할 수 있으며 특정 위치 등 자신의 비디오가 보여질 위치를 선택할 수 있다. 또한 더우인은 사용자들이 그들의 제품을 태그하고 광고할 수 있는 스토어를 보유하고 있고 사용자들은 브랜드 거래를 위해 인플루언서와 협력을 요청할 수 있다. 이 앱은 팬들의 관심을 사로잡기 위해 중국 유명 인사와 여러 활동을 시작한 마케팅 캠페인 덕분에 인기를 끌었다.

## 특징 및 동향
틱톡 모바일 앱은 배경음악이 나오는 짧은 영상을 만들 수 있으며 속도가 높이거나, 낮추거나 필터를 사용하여 편집할 수 있고, 배경 음악 위에 그들만의 소리를 추가할 수도 있다. 앱으로 뮤직비디오를 만들기 위해서는 업로드 전에 다양한 장르의 배경 음악을 선택하고 필터로 편집하여 속도 조절된 15초짜리 영상을 녹화한다. 그리고 틱톡이나 다른 소셜 플랫폼에서 공유하면 된다. 또한, 사용자들은 인기 있는 노래에 짧은 립싱크 비디오를 찍을 수도 있다.
‘반응’ 기능은 사용자들이 화면 위에 움직일 수 있는 작은 창을 두고 특정 비디오에 대한 리액션을 촬영할 수 있게 하는 기능이다. ‘듀엣’ 기능은 사용자들이 한 쪽에 다른 비디오를 두고 촬영할 수 있게 해준다. 듀엣 기능은 뮤지컬리의 또 다른 트레이드 마크였다.
사용자가 아직 게시하기를 원하지 않는 동영상은 ‘초안’에 저장할 수 있다. 사용자는 ‘초안’을 보고 그것이 적합하다고 판단할 때 게시할 수 있다. 이 앱을 처음 다운로드 받을 경우 사용자들의 계정은 기본적으로 공개되어 있지만 사용자들은 설정을 통해 자신의 계정을 ‘개인'으로 전환할 수 있다. 개인 콘텐츠는 틱톡에 계속 표시되지만 계정 소유자가 자신의 콘텐츠를 볼 수 있도록 권한을 부여하지 않은 틱톡 사용자는 접근할 수 없다. 사용자는 댓글, 메시지, 반응 또한 듀엣 동영상을 통해 오직 친구만 사용자와 상호 작용할 수 있도록 할 것인지 다른 사용자들도 가능하게 할 것인지를 선택할 수 있다. 또한 사용자들은 계정이 개인계정인지 여부와 관계없이 동영상을 ‘공개’, ‘친구에게만 공개’, ‘비공개’로 설정할 수 있다.
사용자는 계정의 콘텐츠에 따라 스팸이거나 부적절한 계정을 신고할 수 있다. 틱톡 산하에 있는 ‘부모를 위한’ 지원센터는 자녀에게 부적절한 콘텐츠는 차단되거나 신고될 수 있다는 사실을 통해 부모들을 안심시킨다.
틱톡의 ‘추천’ 페이지는 사용자의 활동을 바탕으로 사용자에게 맞춤 동영상을 추천하는 피드이다. 이는 틱톡의 인공지능(AI)이 사용자가 어떤 종류의 콘텐츠를 좋아했는지, 누구와 상호작용했는지, 무엇을 검색했는지를 분석하여 콘텐츠가 생성된다. 사용자들은 ‘너를 위해’ 페이지에서 동영상을 즐겨찾기에 추가하거나 관심없음을 선택할 수도 있다. 틱톡은 사용자가 즐겨찾는 콘텐츠를 결합해 함께 즐길 수 있는 영상을 제공한다. 사용자와 그들의 콘텐츠는 틱톡의 운영 정책에 따라 16세 이상일 경우에만 ‘너를 위해’ 페이지에 표시될 수 있다. 16세 미만의 사용자는 ‘당신을 위한’ 페이지, 사운드 페이지 또는 어떠한 해시태그에도 나타나지 않는다. 사용자가 다른 사용자를 팔로우하면, ‘너를 위해’ 페이지의 왼쪽에 팔로잉 페이지가 있다. 팔로잉 페이지는 사용자가 팔로우하는 계정의 동영상만 볼 수 있는 페이지이다. 사용자는 ‘저장’ 섹션에 비디오, 해시태그, 필터, 소리를 추가할 수 있다. 그들이 동영상을 만들 때 저장된 섹션을 참고하거나 그곳에서 바로 동영상을 만들 수도 있다.
사용자들은 친구에게 동영상, 이모티콘, 메시지를 보낼 수 있다. 틱톡에는 사용자의 댓글을 바탕으로 동영상을 만드는 기능도 있다. 인플루언서는 ‘라이브’ 기능을 사용할 수 있다. 이 기능은 팔로워가 최소 1,000명 이상이고 16세 이상인 경우에만 사용할 수 있다. 만일 18세 이상이라면 사용자의 팔로워가 돈으로 교환할 수 있는 가상의 선물을 보낼 수 있다. 2020년 가장 최신 기능 중 하나는 ‘small gestures’ 기능의 ‘virtual items’이다. 이는 중국의 큰 사회적 선물 관행에 바탕을 두고 있는데 이 기능이 추가된 이후 많은 뷰티 회사와 브랜드들이 이 기능에 참여하고 광고하기 위해 계정을 만들었다. 미국에서는 격리로 인해 소셜 선물이 인기를 끌었다. 틱톡 관계자에 따르면 이 캠페인은 “이런 힘든 시기에 틱톡 커뮤니티와 함께 지지와 격려의 의미를 쌓기 위해” 락다운의 결과로 시작되었다.
한편, 틱톡은 2020년 2월 부모가 자녀의 디지털 웰빙을 제어할 수 있는 ‘가족 안전 모드’를 발표했다. 이 모드에는 시간 관리 옵션, 제한 모드, 다이렉트 메시지의 제한 기능이 탑재되어 있다.

### 인공지능(AI)
틱톡은 인공지능(AI)을 이용해 콘텐츠와의 상호작용을 통해 사용자의 관심과 선호도를 분석하고, 사용자별로 개인화된 콘텐츠 피드를 전시한다. 틱톡은 동영상의 ‘좋아요’와 댓글, 동영상 시청 시간 등을 기준으로 사용자의 선호도를 분석하는 알고리즘을 갖췄다. 추천 동영상 목록이 있는 유튜브, 넷플릭스 등 기존 소비자 알고리즘과 달리 틱톡은 사용자의 개별 선호도를 해석해 즐길 만한 콘텐츠를 제공한다.

### 유행
틱톡 내에는 밈, 립싱크, 코미디 영상 등 다양한 유행이 존재한다. 듀엣 기능은 이런 유행의 대부분을 이끌었다. 트렌드는 틱톡의 탐색 페이지나 검색 로고가 있는 페이지에 표시된다. 이 페이지는 앱 내에서 유행하는 해시태그와 챌린지를 나열한다. 그 중에는 #포즈챌린지(posechallenge), #필터바꾸기(filterswitch), #dontjudgemechallenge, #홈데코(homedecor) 등이 있다. 2019년 6월에 370억 뷰를 기록한 해시태그 #EduTok을 선보였다. 그 후 회사는 플랫폼 내의 교육 콘텐츠를 만들기 위해 edtech 스타트업과 제휴를 시작했다.
이 앱은 전세계에 수많은 바이럴 트렌드, 인터넷 유명인사, 음악 트렌드를 낳았다. 2018년 8월 2일 틱톡으로 알려진 글로벌 플랫폼으로 탈바꿈한 Musical.ly에서 많은 스타들이 시작되었다. 로렌 그레이, 베이비 아리엘, 그리스틴 핸처, 잭 킹, 리사와 레나, 제이콥 사토리우스 등 많은 다른 사용자들이 있다. 로렌 그레이는 2020년 3월 25일 찰리 다멜리오가 추월하기 전까지 틱톡에서 가장 많은 사람이 팔로우한 개인이었다. 로렌은 플랫폼에서 4천만 팔로워에 도달한 최초의 틱톡 계정이었다. 찰리는 사상 처음으로 7천만 명의 팔로워를 달성했다. 지금까지 찰리 다멜리오가 플랫폼에서 가장 많은 팔로워를 보유한 개인으로 남아있다.
다른 크리에이터들은 플랫폼이 2018년 8월 2일 틱톡을 전세계에 출시하기 위해 Musical.ly와 합병한 후 명성을 얻었다. 샤를리 다멜리오와 같은 인플루언서가 그 예다. 샤를리는 입소문이난 또 다른 틱톡 사용자를 듀엣한 후 유명해졌다. 그녀는 또한 K CAMP의 ‘Lottery’라는 노래에 맞춰 ‘The Renegade’라는 춤을 추는 것으로 잘 알려져 있다. 찰리 다멜리오는 한 때 다른 틱톡 스타들과 함께 로스앤젤레스에 본사를 둔 틱톡 협력 콘텐츠 회사인 ‘Hype House’에 속해 있었으나 몇 달 뒤 떠났다. Hype House는 데이지 키치, 체이스 허드슨, 알렉스 워렌, 쿠브르 애논, 토마스 페트루 등이 2019년 설립했다.
이 앱에서 성공을 거두며 인기를 얻은 다른 곡으로는 Arizona Zervas의 Roxanne, bbno$의 Lalala, Ashnikko의 Stupid, Ant Saunders의 Yellow Hearts, Doja Cat의 Say So와 Like That, Lizzo의 Truth Hurts, Megan Thee Stallion의 Savage와 Captain Hook, Melanie Martinez의 Play Date, Saweetie의 Tap In, DaBaby and Roddy Rich의 Rockstar가 있다. 또한 틱톡은 Lil Nas X의 Old Town Road 가 2019년 빌보드 핫 100 역사상 가장 긴 1위 곡으로 자리 잡는 데 큰 역할을 했다.
또한, 틱톡은 밴드가 전 세계 곳곳에서 명성을 끼치는 데 도움을 주었다. 밴드 Fitz and The Tantrums는 아시아 투어를 해본 적이 없음에도 불구하고 한국에서 많은 팔로워를 얻었다.
하지만, 틱톡은 플랫폼에서 사용되는 음악의 예술가에게 걸맞은 저작권 사용료를 지급하지 않는다는 비판을 받아왔다. 한 곡만 반짝 흥행하는 것으로 보여 이런 활동이 장기적으로 예술인들에게 유익한지를 두고 논란이 일고 있다.

## 사회적 영향

### 챌린지
틱톡에는 다양한 핫 이슈가 있다. 틱톡의 검색 화면에는 다양한 핫 이슈 태그와 챌린지가 나열되어 있으며, #챌린지, #중요한순간기록, #베개싸움, #콜라보 등 유명한 챌린지 해시태그가 여기에 포함된다. 틱톡은 다양한 해시태그(#) 챌린지를 통해 전 세계 사람들과의 소통의 장을 제공하며 사회적 영향을 미치고 있다. 대표적인 틱톡의 챌린지로는 #Ohnanadancechallenge 가 있다. ‘오나나’라는 음악과 함께 추는 춤이 대한민국 내 연예인 등을 통해 확산된 챌린지로, 사회문화적으로 많은 사람들에게 중독성 있는 멜로디와 특이한 춤으로 인기를 끌었다.
1. 나의성장과정 챌린지 또한 틱톡에서 진행하는 재미있는 챌린지 중 하나다. 본인의 어릴적부터 현재까지 사진을 하나의 영상으로 제작해 참여하는 챌린지로, 많은 틱톡커들의 참여와 관심을 유발했다.

즐거움으로 사회적 이슈를 견인하는 챌린지 외에도, #한강쓰레기는내손으로 챌린지와 같이 친환경적 운동을 확산시키는 역할도 한다. 이 챌린지는 한강공원의 쓰레기 투기 문제에 대한 관심을 높이고 깨끗한 환경을 조성하는 것으로 목표로, 틱톡의 주 이용자인 젊은 세대까지도 쓰레기 문제를 재밌게 인식하고 환경 보호에 관한 행동을 실천할 수 있도록 했다. '줍줍댄스'라는 춤과 결합하여 쓰레기를 줍는 모습을 안무로 구현하는 등 다소 무거울 수 있는 주제를 재밌게 풀어내어 많은 사람들의 관심을 끌었다.
2020년 지코의 #아무노래챌린지(anysongchallenge)가 대중들에게 폭발적인 호응을 얻어 주목을 받았다. 글로벌 누적 조회수 7억뷰를 넘는 성과를 이룬 #아무노래챌린지는 Z세대는 물론 기성세대와 같은 다양한 연령층의 참여를 이끌어 내 '10대들의 앱'이라는 틱톡의 기존 인식에서 벗어난 것으로 평가된다.
이를 통해 틱톡 챌린지를 다양한 마케팅 프로모션 기회로 삼으려는 움직임도 포착된다. 신인 걸그룹 '체리블렛'의 경우 #무릎탁챌린지를 통해 인지도를 높이고, '이달의 소녀'는 #쏘왓챌린지를 통해 신곡을 홍보하는 등 틱톡 챌린지가 음악을 매개로 한 새로운 놀이 문화로 떠오르자 가요계도 이를 마케팅에 적극 이용하는 모습이다.

## 사용자 특성 및 행동

### 사용자
틱톡은 2016년 9월 출시한 지 3년 만에 8억 명의 실사용자를 기록했다. 사용자들로는 잭 킹, 로렌 그레이, 베이비 아리엘, 리사, 레나, 윌 스미스, 드웨인 존슨, 브렌트 리베라, 애디슨 래, 제이슨 데룰로, 제니퍼 로페즈, 카밀라 카벨로, 릴리 싱, 셀레나 고메즈, 밀리 바비 브라운, 노아 슈나와 플랫폼에서 가장 많이 팔로우하는 개인 찰리 다멜리오등이 있다.

### 통계
미국에서는 틱톡 사용자의 52%가 아이폰 사용자다. 틱톡은 중립적인 젠더바이어스 형식을 취하고 있는데, 틱톡 사용자의 44%가 여성이고 56%는 남성이다. 틱톡의 지리적 용도를 보면 신규 이용자 중 43%가 인도 출신이라는 것을 알 수 있다. 틱톡은 이용자 중 41%가 16~24세 사이일 정도로 젊은 층의 관심을 끄는 것으로 입증됐다. 틱톡 사용자들 중 90%가 매일 앱을 사용한다고 응답했으며 틱톡에 따르면 2020년 7월 현재 미국에만 월 9천만 명 이상의 활성 사용자가 있다고 한다.

## 국가별 금지 및 금지 시도
틱톡은 2020년 6월 29일 전자정보기술부로부터 223개의 다른 중국 앱과 함께 인도에서 "인도 주권과 청렴, 인도 방위, 국가질서 및 공공질서의 보안에 대한 사법적"이라는 성명서와 함께 완전히 금지되었다.
도널드 트럼프 미국 대통령은 2020년 8월 6일 틱톡을 바이트댄스에서 판매하지 않을 경우 45일 안에 금지한다는 행정명령에 서명했고, 중국 다국적기업 텐센트(Tencent)의 위챗(WeChat) 애플리케이션 또한 반대하며 비슷한 내용의 행정 명령에 서명했다. 2020년 8월 14일 트럼프는 바이트댄스에 미국 틱톡 사업을 매각하거나 매각할 수 있는 90일을 주는 새로운 행정명령을 내렸다. 트럼프 대통령은 이 명령에 대해 ‘미국의 국가 안보를 위협할 수 있는 조치를 취할 것’이라고 믿게끔 하는 "확실한 증거"가 있다고 말했다." 틱톡은 2020년 9월 23일 트럼프 행정부에 의해 앱이 금지되는 것을 막기 위해 사전 가처분 신청을 냈다. 예비 가처분 신청은 2020년 9월 27일 칼 J. 니콜스 재판관의 승인을 받았다.
틱톡은 인도네시아와 방글라데시 등 국가별로 간헐적으로 차단되어 왔다.

## 논란

### 중독 우려
일부 사용자들은 틱톡 사용을 중단하기 어려워할 수 있다. 2018년 4월 더우인(Douyin)에 중독성 감소 기능이 추가되어 사용자들은 90분마다 휴식을 취할 수 있게 되었다. 이후 2018년에는 이 기능이 틱톡 앱에 출시되었다. TikTok은 Gabe Erwin, Alan Chickin Chow, James Henry, Cosette Rinab과 같은 일부 상위 인플루언서를 통해 시청자들이 앱 사용을 중단하고 휴식을 취하도록 권장하고 있다.
많은 사람들은 또한 비디오에 대한 사용자들의 관심 범위에 대해 우려하고 있다. 전문가들은 사용자들이 15초짜리 짧은 클립을 반복해서 보는 것이 주의력 감소를 야기할 수 있다고 말한다.

### 콘텐츠 관련 문제
많은 나라들이 음란물, 자극적인 내용 등의 틱톡 게시물에 대해 우려를 나타냈다. 인도네시아, 방글라데시, 인도, 파키스탄을 포함한 나라들이 콘텐츠 우려에 대해 일시적 차단 및 경고를 시행하고 있다. 2018년 더우인은 청소년 임신을 묘사한 영상 등 ‘용납할 수 없는’ 콘텐츠를 보여 중국 언론감시단으로부터 징계를 받았다.
이집트는 2020년 7월 27일 틱톡 동영상 관련 여성 5명에게 공중도덕 위반 혐의로 징역 2년을 선고했다. 법원은 또한 각 피고에게 30만 이집트 파운드의 벌금을 부과했다.

#### 잘못된 정보
2020년 1월 미국 미디어매터스(Media Matters for America)는 틱톡이 최근 잘못된 정보에 대한 정책에도 불구하고 COVID-19 대유행과 관련된 잘못된 정보를 표시했다고 밝혔다.인도 정부는 2020년 4월 틱톡에 COVID-19 대유행과 관련된 잘못된 정보를 게시하는 사용자들을 차단해 줄 것을 요청했다. COVID-19 대유행의 확산에 정부가 관여하고 있다는 여러 음모론도 나오면서, 이에 대한 대응으로 틱톡은 잘못된 정보에 대한 콘텐츠를 보고하는 기능을 개시했다.

#### 플랫폼 별 콘텐츠 검열 및 절제
중국 정부는 2019년 1월부터 더우인 등 앱을 통해 공유되는 사용자 콘텐츠를 바이트댄스 같은 앱 개발자에게 책임을 묻기 시작한다고 밝히고 중국 정부가 검열할 콘텐츠 100종을 나열했다. 중국 공산당에 불리한 특정 콘텐츠 2019~20년 홍콩 시위 관련 콘텐츠나 티베트 독립 관련 콘텐츠 등은 이미 중국 이외의 사용자들에게 제한돼 있는 것으로 알려졌다. 틱톡은 특히 신장 재교육캠프와 위구르족 등 소수민족과 종교계 소수민족의 학대를 언급하는 중국 인권 관련 동영상을 차단하고 이를 게시하는 이용자들의 계정을 정지시켰다. 틱톡의 정책은 블라디미르 푸틴, 도널드 트럼프, 버락 오바마, 마하트마 간디 등 외국 정상의 특정 명단과 관련된 내용도 금지하고 있는데, 이는 정치적 견해에 대한 논란과 공격을 불러일으킬 수 있기 때문이다. 틱톡은 또한 레제프 타이이프 에르도안에게 비판적인 내용과 친 쿠르드파로 간주되는 내용을 금지하며, 인도 시민권 개정법 시위에 찬성하는 사용자들과 힌두교-무슬림 단결을 조장하는 사용자들을 검열한 것으로 알려졌다. 2019년 11월 27일 17세 아프간계 미국인 사용자 페로자 아지즈가 메이크업 튜토리얼로 위장한 영상을 틱톡에 올린 뒤 계정을 잠정 중단해 중국 신장 무슬림 위구르들의 수용소에 관심이 쏠리고 있다. 틱톡은 이후 사과하며 "개인의 실수로 계정이 정지됐고 이후 계정이 복구됐다"고 밝혔다. 틱톡은 2020년 7월 위구르인들의 인권에 대한 관심을 환기시킨 바이럴 동영상의 다른 이용자의 계정을 정지시켰다.
틱톡은 2019년 10월 이 앱에 IS 선전을 게시한 책임이 있는 계정 20여 개를 삭제했다.
성소수자 차별이 사회정치적 규범인 나라에서 틱톡 진행자들은 동성애가 불법이 된 적이 없는 국가를 비롯해 동성 커플이 손을 잡는 등 성소수자 또는 성소수자 권리에 대해 긍정적으로 인식될 수 있는 콘텐츠를 차단해왔다. 틱톡의 전직 미국 직원들은 베이징 모회사 직원들이 최종 삭제 결정을 내렸다고 워싱턴포스트(WP)에 보도했다.
검열 우려에 대해 틱톡의 모기업은 바트 고든 전 미국 하원의원과 제프 덴햄 전 하원의원 등 K&L 게이츠를 고용해 콘텐츠 절제 정책을 조언했다. TikTok은 또한 로비 회사인 Mrbital Depositive를 고용했다.
2020년 3월 인터셉트에 유출된 내부 문건에는 사회자가 플랫폼에 대해 '지나치게 부정적'으로 간주되는 게시물을 비롯해 '국가 명예'를 훼손하거나 '경찰 등 국가기관'에 대해 하천을 방송한 사람들을 처벌하는 '리베스트림'의 정치 발언을 검열하라는 지시가 있었다고 폭로했다.
인도 타임스는 2020년 6월 틱톡이 중-인도 국경 분쟁과 2020년 중-인도 분쟁과 관련된 동영상을 비밀스럽게 금지하고 있다고 보도했다.

### 사용자 개인 정보 보호 관련 문제
틱톡에 대한 사생활 문제 또한 제기되었다. 틱톡은 개인정보 보호정책에서 사용정보, IP주소, 사용자의 이동통신사, 고유장치 식별 ID, 키스트로크 패턴, 위치 데이터 등을 수집한다고 기재되어 있다. 웹 개발자 탈랄 하지 바크리마(Talal Haj Bakry)와 토미 마이스크(Tommy Mysk)는 HTTP를 통해 어플 사용자들이 비디오와 다른 콘텐츠를 공유하도록 허용하면 사용자의 데이터 프라이버시가 위험에 처하게 된다고 말했다. Check Point는 2020년 1월 TikTok에서 해커들이 SMS를 사용하여 사용자 계정에 접속할 수 있도록 허용할 수 있는 보안 결함을 발견했다. 지난 2월 레딧의 CEO인 Steve Huffman은 그 어플을 “스파이웨어(spyware)”라며 “나는 그 어플을 근본적으로 기생하는 어플로 본다. 그것은 항상 듣고, 그들이 사용하는 지문 채취 기술은 너무 무섭다. 내 핸드폰에 그런 어플을 설치할 수 없었다.”며 비판했다. Huffman의 발언에 대해 틱톡은 "이것은 근거 없는 비난이며 증거도 없이 만들어진 것"이라고 말했다. 웰스파고는 사생활과 보안상의 문제로 이 앱을 단말기에서 금지시켰다. 네덜란드 데이터보호청은 2020년 5월 아동 사생활 보호와 관련해 틱톡에 대한 조사를 발표했다. 6월, 유럽 데이터 보호 위원회는 틱톡의 사용자 사생활과 보안 관행을 심사하기 위한 대책 위원회를 구성할 것이라고 발표했다. 월스트리트 저널(WSJ)은 2020년 8월 틱톡이 구글의 정책을 위반하는 전략으로 MAC 주소와 IMEI 등 안드로이드 사용자 데이터를 추적했다고 보도했다. 이 보고는 미 상원 연방 무역 위원회가 조사에 착수하도록 했다.

#### 미국 COPPA 벌금
2019년 2월 27일 미국 연방거래위원회 (FTC)가 바이트 댄스에 13세 미만 미성년자로부터 정보를 수집해 아동 온라인 개인정보보호법을 위반했다는 사유로 570만 달러의 벌금을 부과했다. 바이트댄스는 동영상 업로드, 사용자 프로필 구축, 다이렉트 메시지, 타인의 동영상 댓글 달기 등을 차단하는 틱톡에 아이들 전용 모드를 추가함으로써 콘텐츠의 시청과 녹화를 허용했다. 2020년 5월 한 옹호단체는 2019년 2월 동의안 조항을 위반했다며 틱톡을 미국 연방 거래 위원회에 고발했다. 이후 의회의 연방 거래 위원회 조사 재개 요구가 불거졌고, 2020년 7월 미국 연방 거래 위원회와 미국 법무부가 조사에 착수한 것으로 알려졌다.

#### 영국의 정보청 조사
2019년 2월, 영국 정보청장은 미국 연방무역위원회(FTC)로부터 벌금을 부과 받은 바이트댄스에 이어 틱톡에 대한 조사에 착수했다. 의회 위원회에 참석한 정보청장 엘리자베스 덴햄(Elizabeth Denham)은 이번 조사는 개인 데이터 수집 문제, 온라인에서 어린이들이 수집하고 공유하는 동영상의 종류, 그리고 성인이라면 누구나 어린이에게 메시지를 보낼 수 있는 플랫폼의 공개 메시지 시스템 문제에 초점을 맞추고 있다고 말했다. 그녀는 그 회사가 어린이들을 위해 다른 서비스와 다른 보호 장치를 제공하라는 GDPR(General Data Protection Regulations)의 요구를 잠재적으로 위반하고 있다고 언급했다.

### 사이버불링
다른 플랫폼과 마찬가지로, 몇몇 국가의 기자들은 이 앱이 어린이들에게 인기가 있고 성범죄자들에 의해 이용될 수 있는 가능성을 가지고 있기 때문에 이 앱에 대한 사생활 우려를 제기해왔다. 몇몇 사용자들은 틱톡에서 인종 차별과 장애인 차별을 포함한 고질적인 사이버 폭력을 알려왔다. 2019년 12월, 독일 디지털권리단체인 Netzpolitik.org의 보도에 따르면 틱톡은 사이버불링을 제한하기 위한 노력의 일환으로 장애 사용자는 물론 성소수자 사용자의 동영상을 억압했다고 인정했다. 틱톡의 조정자들은 '비정상적인 몸매', '못생긴 외모', '너무 많은 주름' 또는 '빈민가 또는 시골 지역’, '낙후된 주택' 사용자들을 억압하라는 지시도 받았다.
개인정보유출 논란
틱톡이 개인정보유출으로 인해 많은 사람들이 틱톡을 접었다.

## 법적 이슈

### 텐센트(Tencent)소송
텐센트의 위챗 플랫폼이 더우인의 동영상을 차단한 혐의를 받고 있다. 2018년 4월, 더우인은 위챗 플랫폼의 허위·손해 정보를 유포했다는 혐의로 텐센트를 고소해 100만 달러의 보상과 사과를 요구했다. 2018년 6월 텐센트는 베이징 법원에 투티아오(Toutiao)와 더우인을 상대로 부정적인 뉴스로 텐센트의 명예를 훼손하는 행위를 반복했다면서 손해배상 청구와 공개 사과를 요구했다. 이에 투티아오는 다음날 텐센트를 상대로 불공정한 경쟁 혐의로 고소했고, 경제적 손실에 대해 9000만 달러를 요구했다.

### 데이터 전송에 대한 집단소송
2019년 11월 캘리포니아에서는 틱톡이 텐센트와 알리바바가 보유하고 있는 중국에 위치한 서버에 미국인의 개인 신상정보를 전송했다는 주장이 제기돼 집단소송이 제기되기도 했다. 이 소송은 또한 틱톡의 모회사인 바이트댄스가 사용자들의 허가 없이 사용자 콘텐츠를 가져갔다고 비난했다. 소송의 원고인 대학생 홍씨는 앱을 다운받았지만 계정을 만든 적은 없다고 말했다. 그녀는 몇 달 후에 틱톡이 그녀의 정보(생체인식 등)를 이용하여 정보를 요약해 그녀의 계정을 만들었다는 것을 깨달았다. 이 소송은 또한 중국의 거대 기술기업인 바이두에게 정보가 전달되었다고 주장했다. 2020년 7월 미국 일리노이주 북부지방법원에서 틱톡을 상대로 한 20건의 소송이 집단소송으로 변경되었다.

## 심사 제도

### 인도네시아사례
인도네시아는 2018년 7월 3일 TikTok 애플리케이션을 일시적으로 차단했으나 연령 제한 및 보안 매커니즘 등의 후속조치 이후 일주일 만에 차단 조치를 해제했다.

## 틱톡의 발자취

### NBA와 머신 러닝 AI기반 맞춤형 모바일 콘텐츠 제작 글로벌 파트너십 체결
바이트댄스가 전미농구협회(NBA)와 다년간의 파트너십을 체결하여 틱톡을 포함한 바이트댄스 내 플랫폼 사용자들은 NBA 관련 맞춤형 쇼트폼 모바일 콘텐츠를 이용할 수 있게 됐다. 특히, 틱톡(TikTok) 사용자들은 NBA 하이라이트 콘텐츠를 고를 수 있으며, 현지 언어로 된 해당 국가 관련 NBA 콘텐츠를 접할 수 있다.

### 2018년 MAMA스폰서
CJ ENM이 주최하는 아시아 최대 음악 시상식 MAMA는 2018년 12월 10일부터 14일까지 한국, 일본, 홍콩에서 순차적으로 진행되었다. 2018 MAMA의 공식 스폰서로 참여한 틱톡은 전 세계적으로 수 억 명의 사용자들이 활동하는 자사의 플랫폼에서 본 행사에 대한 공식 투표를 진행했으며, 50만 건의 조회수를 기록하였다.

### 원 밀리언 오디션 (1 Million Audition) 성료
TikTok 개최 "1 백만 오디션" 온라인에서 도전 이벤트.참가자들이 유명 크리에이터의 반열에 오를 수 있도록 하자는 취지에서 마련된 이 오디션은 약 2천여명이 참가해 총 4,329개의 영상을 제작했으며, 140만 개의 좋아요와 3만 8천개 이상의 댓글이 달리는 등 유저들의 뜨거운 관심을 받았다.

### 제 34회 골든디스크 어워즈 공식 인기상 투표 플랫폼으로 발탁
한 해동안 대중에게 사랑받은 대한민국 대중음악을 선정 및 결산하는 골든디스크 어워즈의 제 34회 시상식의 인기상 투표가 틱톡 앱에서 진행됐다. 틱톡은 팬이 골든디스크 스타에게 질문을 남기면 추첨을 통해 스타가 직접 영상으로 답하는 60초 인터뷰 이벤트를 통해 아티스트와 팬 사이에 소통의 창구 역할을 톡톡히 했다는 평가를 받았다.

### 틱톡 스테이지 라이브 프롬 서울 개최
틱톡에서 개최되는 온라인 콘서트 ‘틱톡 스테이지 라이브 프롬 서울(TikTok Stage Live From Seoul)은 코로나19로 침체된 사회적 분위기를 전환과 언택트(비대면, Untact) 시대를 맞아 최초 쇼 형식의 세로 라이브 콘서트를 시도했다는 점에서 선한 행보를 보이고 있다. 본 공연은 틱톡의 @tiktok_stage 계정을 통해 관람이 가능하여 전 세계 시청자 누구나 기부에 동참할 수 있는 신개념 참여형 콘서트로 기획되며, 6월 25일, 6월 27일 양일간 진행된다. 이번 콘서트는 역대급 라인업으로 에이핑크, 악뮤, 오마이걸, 몬스타엑스, 아이콘, 카드, 강다니엘, CIX, 크래비티 등 유명 K팝 아티스트들과 5월 25일 오후 5시에 개최된다. 힙합아티스트는 에픽하이, 바비, 창모, 크러쉬, 딘, 이센스, 기리보이, 헤이즈, 제시, 키드밀리, J-PARK 등 5월 27일 오후 8시에 개최된다.

### 틱톡 스테이지 맨앤미션 개최
2020년 8월 14일, 다섯 명의 배우가 이끌었던 틱톡 스테이지 맨앤미션이 진행됐다. 틱톡 스테이지 맨앤미션은 스타쉽 엔터테인먼트의 배우 송승헌, 이동욱, 유연석, 이광수, 김범을 한자리에서 만날 수 있는 언택트 글로벌 팬미팅이다. 특히, 각자의 위치에서 활동하는 다섯 명의 배우를 한 번에 볼 수 있는 이례적인 자리인 만큼, 행사 이전부터 전 세계 팬의 관심이 집중되었고 실제 라이브 방송에서 누적 시청자 수 129만 2867명을 기록하였다. 180분간 진행된 틱톡 스테이지 맨앤미션은 다섯 명의 배우를 만나기 위해 틱톡에 접속한 다국적 팬들을 위한 인사말로 시작하여 서로의 이미지에 대해 알아보는 시간인 ‘이미지 토크’, 팬들과 배우들의 화상채팅, 배우 5인 각자의 코너와 그 안에서의 다양한 미션 수행 등 팬들에게 풍성한 볼거리와 긴밀한 소통의 장을 제공했다.

### It Starts On TikTok 캠페인
틱톡은 2020년 하반기 영국, 미국, 독일, 태국, 한국 등 세계 각 국에서 글로벌 캠페인 <It Starts On TikTok>을 진행한다. 특히 한국 <It Starts On TikTok> 캠페인은 “트렌드, 숨겨진 끼, 기념할 만한 순간. 그 시작은, 틱톡”이라는 메시지를 중심으로, 틱톡을 통해 새롭게 형성된 트렌드, 숨겨진 끼를 발산하는 틱톡커, 친구들과 함께 기념할 만한 순간을 공유한 영상들을 소개한다. 특히, 사물로 음악을 만드는 남자 넵킨스(@napkinsmusic), 전세계 틱톡커 중 가장 힙한 틱톡커 광후아민부부(@amin_kwanghoo), 손자들과 소통하기 위해 틱톡을 시작하게 된 79세 실버 크리에이터 그랜파찬(@grandpachan) 등 3인의 틱톡커 인터뷰 영상을 통해 자신들의 숨겨진 끼를 틱톡에서 발산하게 된 배경과 그 방식에 대한 이야기를 확인할 수 있다.

### Year On TikTok 캠페인
틱톡은 2020년 연말 세계 각 국에서 글로벌 캠페인 <Year On TikTok>을 진행한다. 2020년 틱톡 트렌드 발표, 엔터테인먼트 발표와 더불어 'Year on TikTok' 인앱 기능을 출시하여 모든 사용자가 각자의 개인적인 추억을 되돌아볼 수 있는 기회를 제공한다. <Year On TikTok> 영상을 통해 사용자는 2020년 한 해 동안 가장 좋아한 음원, 편집 효과, 콘텐츠 장르 등을 종합한 자신들의 2020년 하이라이트를 돌아본다. 또한 글로벌 틱톡은 연말 리뷰와 함께 틱톡 자체의 Top 100을 선보인다. 특히, 틱톡 코리아의 경우 트렌드, 집콕생활, 크리에이터, CSR 네 분야의 Top10을 선정, 틱톡 유튜브 채널에서 이를 확인할 수 있다.

## musical.ly 인수 및 통합
2017년 11월 9일, TikTok 모회사 베이징 바이트댄스과학기술유한회사는 10억 달러를 들여 musical.ly를 인수했다. musical.ly는 미국 청소년들한테 큰 인기를 끌었던 립싱크 어플로서 디지털 플랫폼을 최대한 활용하는 젊은 사용자층 사이에서 유행했다.2018년 8월 2일, TikTok은 musical.ly를 인수하고, 기존 계정과 데이터를 하나의 앱으로 병합시킨 후, 계속하여 TikTok란 이름을 적용해, 보다 큰 동영상 커뮤니티를 구축했다.
TikTok의 개발사인 Bytedance는 2017년 11월에 중국 기업의 미국에서 인기있는 단편 영상 공유 커뮤니티 사이트 ‘musical.ly’를 매수한다고 발표했다.
그 후, 2018년 8월 3일에 Bytedance는 TikTok과 musical.ly의 어플을 통합한다고 발표했다고.
이에 따라서 서비스 제공 지역도 확대됐으며 북미, 중남미, 유럽, 중동, 미국, 아시아의 모든 지역으로 확대되고 있다.
통합에 따라서 어플 이름은 ‘TikTok’으로 통일되는 것 외에 musical.ly, TikTok으로 각각 인기가 높아진 기능이 담긴 것 외에 새로운 기능도 추가되었다..

## 사회 문제
주목을 모으기 위해서 공공의 장소에서 영상을 촬영하거나 촬영 목적으로 대음량의 음악을 울리거나 가게의 허가 없이 마음대로 영상을 촬영해서 피해를 끼치는 경우가 존재한다. 또, 개인 정보가 되는 맨얼굴이나 집 근처의 영상 등에서 주소나 개인이 특정되거나 거기서 스토커로 발전되거나 자신의 얼굴이 찍힌 영상이 유튜브 등의 영상 배포 사이트에 무단 전재되는 등, 여러 사회 문제의 발생이 위구되고 있다. 실제로 과거에는 해외에서 TikTok의 촬영 목적으로 사고를 일으킨 적도 있다.

### 중국에서의 감전 사고
2018년 5월 6일, 중국의 충칭시에서 열차의 옥상에 타서 영상을 촬영하고 있던 남성이 고압선을 만져 감전사하는 사고가 발생했다. 남성이 전차의 옥상에 타고 있던 이유에 대해서 ‘TikTok에 올리는 영상을 찍기 위해서’라고 보도했으며 물의를 빚었지만 그 후 남성의 애인은 TikTok 게시 목적으로의 영상 촬영을 거부했다. 하지만, 중국의 넷 상에서는 여성의 진술을 의문시하는 목소리나 조회수 목적의 과격 행위로의 비판적인 의견이 잇따르고 있다.

### 인도네시아에서의 차단
인도네시아 정부는 2018년 7월 3일부터 일반 시민으로의 포르노나 모독 등의 위법 컨텐츠의 확산을 우려해서 일반적으로 본 어플을 차단시켰다. 그 후, 운영이 부정적인 컨텐츠의 삭제, 정부의 연락 창구의 개설, 연령 제한과 세큐리티 메카니즘의 도입 등의 변경을 실시했기 때문에 1주일 후에는 차단이 해제되었다.

### 일본에서의 피해 행위
일본에서는 일부 사용자가 피해 행위를 문제시하고 있다. 트위터 상에는 공공의 장소임에도 불구하고 큰 소리로 음악을 키거나 난동을 일으키는 모습을 촬영하고 있는 사용자에 대해서 고언을 드리는 의견이 나오고 있는 것 외에 인기 아티스트의 콘서트에서 무대 위의 모습을 촬영해서 올리는 도촬 행위에 대해서 문제시하는 의견이 거론되고 있다.

### 미국에서의 차단
미국의 도널드 트럼프 대통령은 2020년 7월 31일 전용기인 에어포스원에서 기자들에게 "틱톡이 미국인들의 개인정보를 중국정부에 제공하는 등의 위법행위를 하고 있고, 이에 따라 우리는 미국에서 사용을 막을 것"이라며 비상경제권법이나 행정명령을 동원할 수 있다고 밝혀, 논란이 되고있다. 이에 따라 틱톡은 미국 내 사업권을 기존에는 MS에게 매각 뒤에도 일부 보유하고 있으려 했으나, 이마저도 MS에게 모두 매각하는 방안을 전달하고 이를 통해 미국내 일자리 창출등의 효과를 강조했지만, 트럼프 측은 기존의 입장을 고수하고 있다.

### 방글라데시에서의 차단
방글라데시 정부는 2018년 11월 틱톡이 포르노와 도박 등의 금지 사유와 관련이 없음에도 틱톡 앱의 인터넷 접속을 차단했다.

## 같이 보기
- SNS
- 페이스북
- 인스타그램
- 트위터
- 유튜브
  - 유튜브 쇼츠
- 바이트댄스